# Haruko Yachi
Haruko Yachi (jap. 谷地 春子, Yachi Haruko; * 4. März 1967) ist eine ehemalige japanische Badmintonspielerin. 

## Karriere
Haruko Yachi wurde bei den japanischen Badmintonmeisterschaften 1987 Zweite im Mixed und Dritte im Doppel. Ein Jahr später kehrte sie die Platzierungen um. 1990 gewann sie Bronze im Dameneinzel. 1991 siegte sie bei der japanischen Badminton-Erwachsenenmeisterschaft. Ebenfalls 1991 nahm sie an den Badminton-Weltmeisterschaften teil und stand dort im Achtelfinale des Dameneinzels.